# Omaha hold 'em

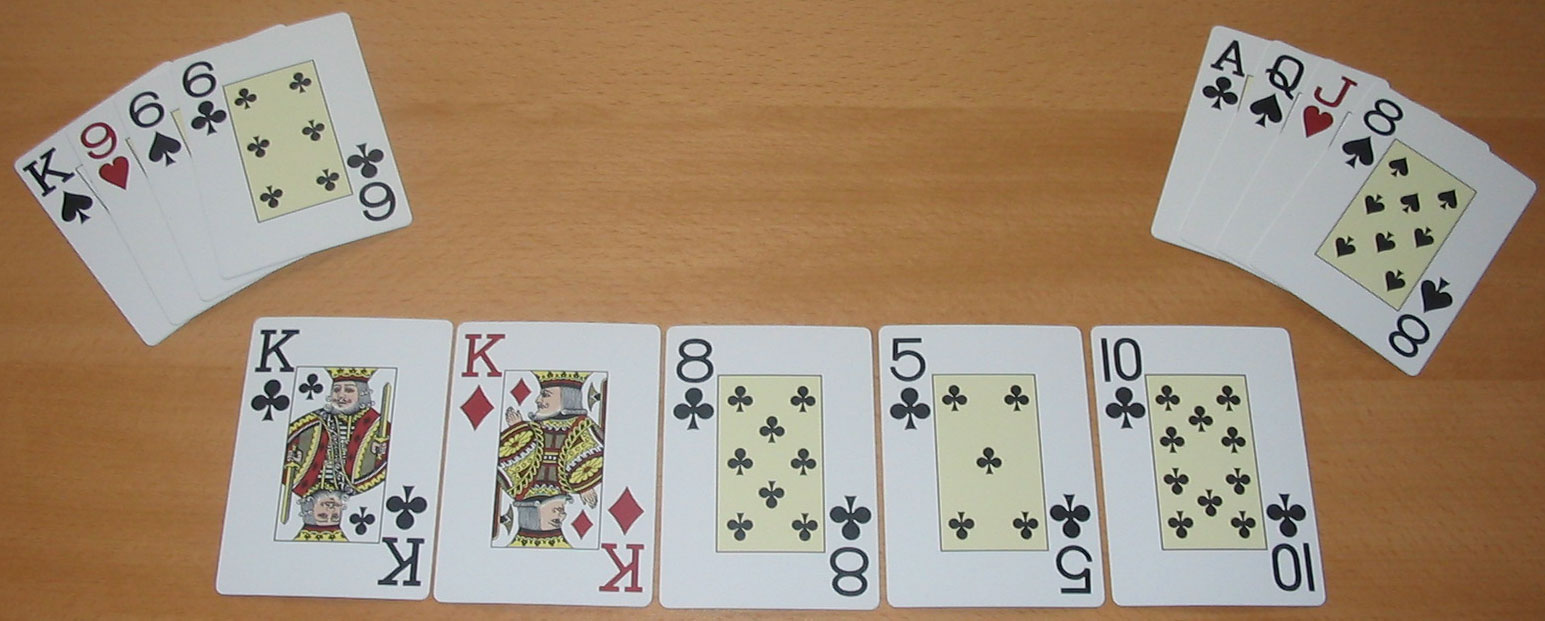
Una demostración de juego en donde el jugador de la derecha es el ganador al formar un color. (5 cartas de una misma pinta)

Omaha hold 'em ("Omaha holdem" o simplemente "Omaha") es una variante de poker similar a Texas hold 'em. Antiguamente se jugaba Omaha principalmente en Europa, aunque en los últimos tiempos se ha vuelto cada vez más conocido en Estados Unidos y en los juegos en línea, donde a cada jugador se les entrega cuatro cartas cerradas, de las cuales debe usar exactamente dos, y cinco cartas comunitarias, de las cuales usa tres para formar cinco en total. El que forme la mejor mano de cinco cartas es el ganador del bote. 

## Reglas
Para las descripciones que siguen a continuación se asume cierta familiaridad con la forma de jugar de póquer, y con las manos de póquer.

### Pre-Flop
Después de colocar todas las ciegas, el juego comienza repartiendo cuatro cartas (cubiertas) a cada jugador. Estas cartas se denominan pocket cards o hole cards. Son las únicas cartas que cada jugador recibirá privativa e individualmente, y serán sólo descubiertas (posiblemente) al mostrar las cartas al final de la mano. La mano comienza con una ronda de apuestas "pre-flop", comenzando por el jugador a la izquierda del "big blind" y se continúa en la dirección de las agujas del reloj.
Después de la ronda de apuestas "pre-flop", si aún continúan al menos 2 jugadores en la mano, se comienzan a poner sobre la mesa las 5 cartas comunitarias descubiertas (de esta forma Omaha hold'em es un juego de póquer "descubierto") en tres fases:

### Flop
El repartidor reparte el flop, tres cartas descubiertas simultáneamente (community cards). El "flop" va seguido de otra ronda de apuestas. Esta y las demás rondas de apuestas comienzan por el jugador a la izquierda del repartidor y continúan en el sentido de las agujas del reloj.

### Turn
Después de la ronda de apuestas en el "flop", una nueva carta descubierta (turn) se pone sobre la mesa, seguido de otra ronda de apuestas. A esta carta también se la denomina 4ª calle ("fourth street")

### River
Después del "Turn", otra carta descubierta (river) se coloca sobre la mesa (formando las 5 "community cards" o cartas comunes), y es seguido de otra ronda de apuestas. A esta carta también se la denomina 5ª calle ("fifth street").

### Show Down
Finalmente, la muestra de cartas si fuera necesario para dirimir al ganador entre los jugadores que todavía estén en la mano.

## Omaha Hi
Al igual que en otras versiones de póquer, el objetivo de Omaha es llevarse el bote o pozo, donde bote es el dinero apostado por todos los jugadores en una mano. El bote se gana bien al mostrar las cartas, formando las mejores 5 cartas de las 9 disponibles, o apostando para que los otros jugadores "tiren" las cartas o "no vayan", abandonando su apuesta por el bote.

### Ejemplo
| Mesa: 2♠ 5♣ 10♥ 7♦ 8♣ | Mesa: 2♠ 5♣ 10♥ 7♦ 8♣ | Mesa: 2♠ 5♣ 10♥ 7♦ 8♣ | Mesa: 2♠ 5♣ 10♥ 7♦ 8♣ |
| Jugador               | Mano                  | Más Alta              |                       |
| --------------------- | --------------------- | --------------------- | --------------------- |
| Mike                  | A♠ 4♠ 5♥ K♣           | 5♥ 5♣ A♠ 10♥ 8♣       |                       |
| Brian                 | A♥ 3♥ 10♠ 10♣         | 10♠ 10♣ 10♥ 8♣ 7♦     |                       |
| Jess                  | 7♣ 9♣ J♠ Q♠           | J♠ 10♥ 9♣ 8♣ 7♦       |                       |
| Tony                  | 4♥ 6♥ K♠ K♦           | 8♣ 7♦ 6♥ 5♣ 4♥        |                       |
| Emily                 | A♦ 3♦ 6♦ 9♥           | 10♥ 9♥ 8♣ 7♦ 6♦       |                       |

En esta ronda, Jess gana el bote con una escalera de siete a jack (J).

## Omaha Hi-Lo
En Omaha Hi-Lo ("High Low" u "Omaha Eight or Better"), el bote se divide entre la mano más alta y la más baja, usándose el sistema Ace-to-five (u "eight or better", ocho o mejor), siendo la mano más baja 5-4-3-2-A. La carta "más alta" para calificar en Low es 8. Para la mano "Low", el palo de la baraja no influye.

### Ejemplo
| Mesa: 2♠ 5♣ 10♥ 7♦ 8♣ | Mesa: 2♠ 5♣ 10♥ 7♦ 8♣ | Mesa: 2♠ 5♣ 10♥ 7♦ 8♣ | Mesa: 2♠ 5♣ 10♥ 7♦ 8♣ |
| Jugador               | Mano                  | Alta (High)           | Baja (Low)            |
| --------------------- | --------------------- | --------------------- | --------------------- |
| Zabdiel ( Bofi )      | A♠ 4♠ 5♥ K♣           | 5♥ 5♣ A♠ 10♥ 8♣       | 7♦ 5♣ 4♠ 2♠ A♠        |
| Brian                 | A♥ 3♥ 10♠ 10♣         | 10♠ 10♣ 10♥ 8♣ 7♦     | 7♦ 5♣ 3♥ 2♠ A♥        |
| Jess                  | 7♣ 9♣ J♠ Q♠           | J♠ 10♥ 9♣ 8♣ 7♦       | No califica           |
| Tony                  | 4♥ 6♥ K♠ K♦           | 8♣ 7♦ 6♥ 5♣ 4♥        | 7♦ 6♥ 5♣ 4♥ 2♠        |
| Emily                 | A♦ 3♦ 6♦ 9♥           | 10♥ 9♥ 8♣ 7♦ 6♦       | 7♦ 5♣ 3♦ 2♠ A♦        |

La mitad del bote corresponde a Jess con la escalera de siete a jack (J). La otra mitad ("Low Pot"), se reparte entre Brian y Emily, siendo su mano más baja 7-5-3-2-A.
- Manos Bajas (Low) de la mejor a la peor son: 5-4-3-2-A (wheel), 6-4-3-2-A, 6-5-3-2-A, 6-5-4-2-A, ... , 8-7-6-5-4. Las manos bajas se pueden leer así como números entre 54321 y 87654 (a excepción de cualquier número que tenga un par, tercia o Póquer, es decir 54322, 54333, etc). El número más bajo que cualquier jugador puede hacer es la mejor mano baja en el juego.[2]
- Si ningún jugador tiene una mano que clasifique como baja, el jugador que tenga la más alta ("High") se lleva todo el bote.